# 巴特尔芒廷 (内华达州)
巴特尔芒廷（Battle Mountain）是美国内华达州中部的一处未成建制的社区，也是兰德县的县治所在。
根据2000年美国人口普查，共有2,871人，其中白人占81.3%、土著美国人占2.54%。